# Édouard (Claire de Duras)
Pour les articles homonymes, voir Édouard.
Édouard est un roman qui s'inscrit dans le mouvement romantique, rédigé en 1821 ou 1822, par Claire de Duras et publié, en 1825, par Ladvocat.

## Contenu
Il raconte l’histoire d’un amour rendu impossible par la différence de conditions sociales. La roture du héros (Édouard) — pourtant fils d'un grand bourgeois — est un obstacle dirimant à son intention d'épouser la duchesse de Nevers, dont son tuteur lui refuse la main. Cette décision cause la mort des deux amants, l'une par désespoir, l'autre par une conduite suicidaire à la guerre.

## Postérité
C'est le second roman de Claire de Duras, reconnu comme « une attaque contre les préjugés de classe ».
Un extrait a constitué le sujet du bac de français en Métropole, session 2024. 